# Toshiaki Kosedo
Toshiaki Kosedo (jap. 小瀬戸俊昭 Kosedo Toshiaki; ur. 20 maja 1941 w Kagoshimie) – japoński siatkarz, medalistka igrzysk olimpijskich.

## Życiorys
W 1962 Kosedo brał udział w mistrzostwach świata, na których reprezentacja Japonii zajęła 5. miejsce. Wystąpił na igrzyskach olimpijskich 1964 organizowanych w Tokio. Zagrał w trzech z dziewięciu rozgrywanych meczów. Jego zespół z siedmioma zwycięstwami i dwiema porażkami zajął trzecie miejsce w turnieju.